# Барин, Степан Яковлевич
Степан Яковлевич Барин (14 ноября 1914, село Дзыговка, Ямпольский уезд, Подольская губерния, Российская империя — 3 июня 1983, Нижний Тагил, Свердловская область, РСФСР, СССР) — старший мастер сталеплавильного отделения Уральского вагоностроительного завода, Герой Социалистического Труда.

## Биография
Родился в 1914 году в селе Дзыговка (ныне — Ямпольский район Винницкой области) в крестьянской семье. Украинец.
С 1933 года работал на Криворожском металлургическом заводе электросталеплавильщиком в фасонно-литейном цехе. В 1937 году переведён на Харьковский тракторный завод как опытный сталевар, для пуска электросталеплавильных печей.
В 1941 году с заводом эвакуирован на Урал, в город Нижний Тагил. С этого времени вся его трудовая биография была связана с цехом мелкого стального литья Уралвагонзавода, где работал мастером, старшим мастером сталеплавильного отделения. В 1958 году окончил Нижнетагильский машиностроительный техникум по специальности «Электрооборудование промышленных предприятий и установок».
Стал инициатором внедрения нового метода футеровки электросталеплавильных печей огнеупорной пластической массой вместо кирпича, что позволило повысить их работоспособность без остановки на холодный ремонт с 60-80 плавок до 40 000. Этот метод нашел широкое применение в металлургической промышленности не только России, но и Европы. В разработке и внедрении в производство нового метода футеровки участвовал большой коллектив сталеплавильщиков, мастеров и сталеваров завода. Неоднократно выезжал для обмена опытом на сталелитейные заводы Чехословакии, Англии.
Вел активную общественную работу, избирался членом ЦК профсоюза работников транспортного машиностроения.
В 1960-е годы возглавлял на заводе совет новаторов, который занимался вопросами передачи и внедрения опыта передовиков, широкого привлечения рабочих в управление производством.
В 1980 году ушел на пенсию, жил в городе Нижний Тагил. Скончался в 1983 году. Похоронен на кладбище «Пихтовые горы».

## Награды
Указом Президиума Верховного Совета СССР от 19 июля 1958 года за выдающиеся успехи, достигнутые в деле развития чёрной металлургии, Барину Степану Яковлевичу присвоено звание Героя Социалистического Труда с вручением ордена Ленина и золотой медали «Серп и Молот». Награждён орденом «Знак Почёта», медалями, в том числе «За доблестный труд» (1970).